# サロメチール
サロメチール（Salomethyl）は、佐藤製薬株式会社が発売している外用鎮痛消炎薬。ならびに本製品を中心とした外用鎮痛消炎薬のブランド名である。

## 製品概要
フランスで同時期に発売された「ボーム・ベンゲ」軟膏を元に、1921年（大正10年）11月24日、東京田辺製薬より25グラムチューブ入り「サロメチール」として発売された。商品名はサリチル酸の「サ」、ロイマチス（リウマチ）の「ロ」、メチルから名付けられた。
その後、企業再編により三菱東京製薬 → 三菱ウェルファーマ（現・田辺三菱製薬）に引き継がれた。2004年（平成16年）3月1日、三菱ウェルファーマの大衆薬事業部門の事業譲渡に伴い、佐藤製薬が製造販売元となった。その後も「サロメチール」は田辺三菱製薬（三菱ウェルファーマの後身）が引き続き製造していたが、2011年（平成23年）秋に製造権も佐藤製薬に継承された。佐藤製薬への移譲後はフェルビナクを配合した「サロメチールFB」シリーズやジクロフェナクナトリウムを配合した「サロメチールジクロ」シリーズも発売されている。
1937年（昭和12年）竣工の後楽園球場の外野フェンスに広告を掲載、その後東京ドームへ移行し、長年に渡り看板を提供し続けた。

## 製品ラインナップ

### 現行製品
- サロメチール【第3類医薬品】- 主力商品。チューブタイプに加えてジャータイプも設定されている。なお、ジャータイプは2003年12月の移管当初は250g入りだったが、2006年に10月にチューブタイプと同じパッケージデザインに変更された際、200gに減容されている。

- サロメチール・ゾル【第3類医薬品】- スプレータイプ。「サロメチール」とは一部処方が異なり、dl-カンフル、カプサイシン、ユーカリ油、チモールが配合されない代わりに、ジフェンヒドラミンサリチル酸塩、グリチルレチン酸、アルニカチンキが配合されている。また、2003年12月の移管当初は白基調のパッケージだったが、後に「サロメチール」と同じオレンジのパッケージデザインに変更された。

- サロメチールL【第3類医薬品】- 温感ローションタイプ。「サロメチール」とは一部処方が異なり、カプサイシン、ユーカリ油、チモールが配合されていない代わりに、ノニル酸ワニリルアミドとトコフェロール酢酸エステルが配合されている。（製造販売元:ジャパンメディック）

- サロメチールジクロ - ジクロフェナクナトリウム製剤
  - ジクロ【第2類医薬品】 - 2013年11月発売。テープタイプ。発売当初は「サロメチールジクロテープ」として発売されていたが、2017年3月にパッケージデザインをリニューアルされたことに伴って製品名を変更。同年9月に21枚入りが追加発売された。
  - ジクロα【第2類医薬品】 - 2020年8月発売。テープタイプ。ジクロフェナクナトリウムを2%（100gあたり2g）に高濃度化するとともに、l-メントールを有効成分として追加配合したもの。
  - ジクロL【第2類医薬品】 - 2015年11月発売。大判テープタイプ。発売当初は「サロメチールジクロテープL」として発売されていたが、「サロメチールジクロ」同様、2017年3月にパッケージデザインをリニューアルされたことに伴って製品名が変更された。
  - ジクロLα【第2類医薬品】 - 2020年8月発売。テープタイプ。ジクロフェナクナトリウムを2%（100gあたり2g）に高濃度化するとともに、l-メントールを有効成分として追加配合したもの。
  - ジクロゲル【第2類医薬品】 - 2019年3月発売。ジクロフェナクナトリウムにl-メントールも配合したもの。
  - ジクロローション【第2類医薬品】 - 2013年11月発売。当初は大容量サイズの100mlのみだったが、後に50ml入りを追加発売し、2サイズとしている。
  - ジクロクールローション【第2類医薬品】 - 2015年11月発売。「サロメチールジクロローション」にl-メントールを追加配合したもの。

- サロメチールFBローションα【第2類医薬品】 - 2012年2月発売。フェルビナクに加えてl-メントールも配合したもの。さらに、内容量を「FBローション」の40mlから100mlに大容量化された。

- サロメチールID - インドメタシン製剤
  - パップE【第2類医薬品】 - 「サロメチールIDパップ」にビタミンEを配合したもの。（製造販売元:東光薬品工業）

### 製造終了品
- サロメチール・ソフト【第3類医薬品】 - サリチル酸グリコールを主成分としたもので、緑のパッケージ。2004年（平成16年）3月の移管と同時に発売された製品であった。

- サロメチールFB
  - ローション【第2類医薬品】 - 処方改良により「サロメチールFBローションα」へ継承
  - ゲル【第2類医薬品】 - 処方改良により「サロメチールFBゲルα」へ継承
  - ゲルα【第2類医薬品】 - 2012年2月発売。フェルビナクに加えてl-メントールを配合したもの。さらに、内容量を「FBゲル」の40gから50gに大容量化された。
  - パッチ【第2類医薬品】 - 処方改良により「サロメチールFBパッチ35」へ継承
  - パッチ35【第2類医薬品】 - 2009年10月発売。（製造販売元:東光薬品工業）

- サロメチールID
  - パップ - 処方改良により「サロメチールIDパップE」へ継承。
  - ホット【第2類医薬品】 - 2007年10月発売。温感タイプのパップ剤（トウガラシエキス配合）。（製造販売元:東光薬品工業）
  - 1%液【第2類医薬品】 - 100ml入りの大容量サイズ。（製造販売元:ジャパンメディック）
  - 1%クリーム【第2類医薬品】（製造販売元:ジャパンメディック）
  - 1%スプレー【第2類医薬品】 - 2003年12月の移管と同時に発売された製品である。（製造販売元:東光薬品工業）